# Gorayk
Gorayk (in armeno Գորայք) è un comune di 580 abitanti (2010) della Provincia di Syunik in Armenia.